# Pierre de Villiers
Pierre Le Jolis de Villiers Saintignon (Boulogne, 26 luglio 1956) è un generale francese, capo di Stato Maggiore dell'esercito francese dal 15 febbraio 2014 al 19 luglio 2017.